# Bertil Eng
Bertil Owe Joel Eng (* 24. Januar 1930 in Stockholm; † 14. Januar 2006 ebenda) war ein schwedischer Eisschnellläufer.
Eng, der für den Mälarhöjdens IK aus Stockholm startete, nahm von 1952 bis 1967 meist an nationalen Wettbewerben teil. Bei seiner einzigen Teilnahme an Olympischen Winterspielen im Januar 1956 in Cortina d’Ampezzo lief er auf den 15. Platz über 500 m und auf den 11. Rang über 1500 m. In der Saison 1957/58 belegte er bei der Mehrkampfeuropameisterschaft 1958 in Eskilstuna den 23. Platz und bei der Mehrkampf-Weltmeisterschaft 1958 in Helsinki den 20. Rang im Großen Vierkampf. Seine beste Platzierung im Mehrkampf bei schwedischen Meisterschaften erreichte er im März 1958 mit dem vierten Platz.

## Persönliche Bestleistungen
| Disziplin | Zeit        | Datum            | Ort         |
| --------- | ----------- | ---------------- | ----------- |
| 500 m     | 42,3 s      | 15. Januar 1956  | Davos       |
| 1000 m    | 1:30,0 min  | 28. Februar 1956 | Uppsala     |
| 1500 m    | 2:13,1 min  | 30. Januar 1956  | Misurinasee |
| 3000 m    | 5:01,2 min  | 4. März 1958     | Sundsvall   |
| 5000 m    | 8:37,3 min  | 11. Januar 1958  | Oslo        |
| 10.000 m  | 18:15,6 min | 1. März 1958     | Kiruna      |